# Okuri-eri-jime
Okuri-eri-jime is een wurgtechniek uit de japanse vechtkunst. Deze wurgtechniek wordt onder andere gebruikt in judo en jiujitsu gebruikt.
Okuri-eri-jime is een verwurging die ofwel staand ofwel zittend kan worden, in het laatste geval zit tori in knielende houding, met het rechterbeen voor. De rechterarm wordt over de hals gelegd en de kraag wordt vastgepakt. De andere arm wordt onder de linkeroksel langs gedaan en grijpt de rechter-revers. Tori kan de verwurging nu gebruiken door zijn armen naar zich toe trekken.